# Municipi de Pāvilosta
El municipi de Pāvilosta (en letó: Pāvilostas novads) és un dels 110 municipis de Letònia, que es troba localitzat a l'oest del país bàltic, i que té com a capital la localitat de Pāvilosta. El municipi va ser creat l'any 2009 després d'una reorganització territorial.
La seva població està composta per un total de 3.256 persones (2009). La superfície del municipi té uns 515,2 kilòmetres quadrats, i la densitat poblacional és de 6,32 habitants per kilòmetre quadrat.
A la zona rural de Vērgales es troba el Palau de Vērgales.

## Ciutats i zones rurals
- Pāvilosta (ciutat)
- Parròquia de Vērgale (zona rural)
- Parròquia de Pāvilosta (zona rural)
- Parròquia de Saka (zona rural)